# Píldora

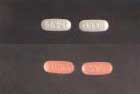
Pastillas y píldoras de varios colores.

Una píldora (probablemente del latín pílula que significa «pelotilla»), es una forma farmacéutica sólida, redonda de administración oral, poco usada desde la aparición de las comprimidos y cápsulas. Las píldoras son de preparación artesanal en la que se mezclan los ingredientes activos con excipientes como jarabes de glucosa en un mortero resultando en una pasta a la que se le da la forma de cilindro delgado. Luego se secciona o divide en porciones individuales de igual tamaño en forma de pequeñas esferas y se cubren con un barniz azucarado para hacerlos más agradables a la ingestión.
Su equivalente en inglés (pill) suele utilizarse, aunque de forma incorrecta, como sinónimo de tablet (tableta), que a su vez en castellano es prácticamente sinónimo de pastilla. Dada la importancia del inglés como lengua de intercambio en el campo de la medicina, las confusiones a la hora de la traducción se suman a las confusiones en ambos idiomas. La consecuencia es que se ha creado un maremagnum en el que píldora, pastilla, comprimido, tableta y ya por extensión incluso el concepto de cápsula, vienen a ser sinónimos, cuando en realidad son entidades claramente diferenciadas entre sí. Para terminar de complicar el asunto, el término «la píldora» es usado de manera generalizada para referirse a los anticonceptivos orales, sea cual sea la forma galénica de presentación de los mismos.